# Beloit (Kansas)
Beloit is een plaats (city) in de Amerikaanse staat Kansas, en valt bestuurlijk gezien onder Mitchell County.

## Demografie
Bij de volkstelling in 2000 werd het aantal inwoners vastgesteld op 4019.
In 2006 is het aantal inwoners door het United States Census Bureau geschat op 3639, een daling van 380 (-9,5%).

## Geografie
Volgens het United States Census Bureau beslaat de plaats een oppervlakte van
10,4 km², waarvan 10,3 km² land en 0,1 km² water. Beloit ligt op ongeveer 422 m boven zeeniveau.

## Plaatsen in de nabije omgeving
De onderstaande figuur toont nabijgelegen plaatsen in een straal van 24 km rond Beloit.